# Konstancja Czartoryska

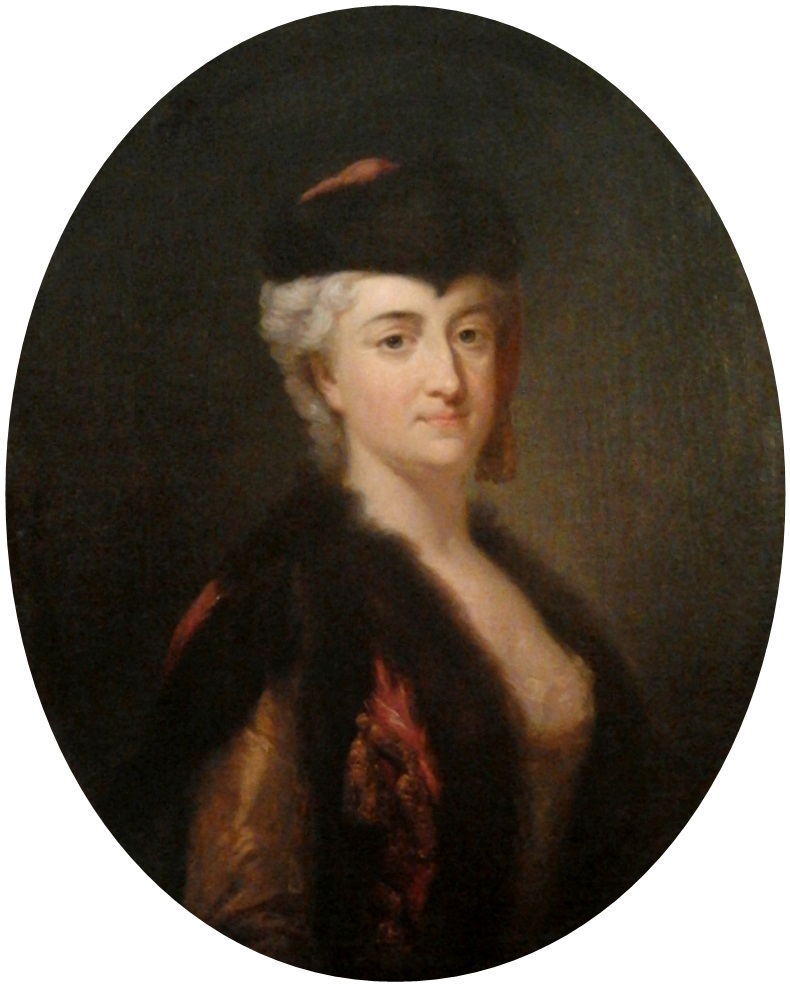
Porträt von Marcello Bacciarelli, Königsschloss Warschau

Konstancja Czartoryska (* 19. Februar 1695 in Warschau; † 27. Oktober 1759 in Malczyce bei Lemberg) war eine polnische Fürstin. Sie entstammte der  Magnatenfalimie Czartoryski. Sie war die Mutter des letzten polnisch-litauischen Königs sowie des letzten Primas von Polen-Litauen.

## Leben
Konstancja war die Tochter des Fürsten Kazimierz Czartoryski und seiner Frau Izabela Elżbieta Czartoryska. Ihr Ehemann war der Kastellan von Krakau Stanisław Poniatowski, den sie 1720 in der Warschauer Johanneskathedrale heiratete. 1733 verließ sie Warschau mit ihren Kindern und zog nach Danzig, wo die Kinder eine umfassende Ausbildung genossen. 1739 kehrte sie nach Warschau zurück, wo sie den Bau des Poniatowski-Palais an der Krakauer Vorstadt durch Johann Sigmund Deybel von Hammerau überwachte. Sie arbeitete mit ihren Brüdern in der politischen Partei Familia mit, zerstritt sich mit ihnen jedoch und zog sich aus dem politischen Leben in Polen-Litauen zurück. Sie wurde in der Johanneskirche in Janów beigesetzt.

## Familie
Zu ihren Kindern zählten:
- Kazimierz Poniatowski
- Franciszek Poniatowski
- Aleksander Poniatowski
- Ludwika Maria Poniatowska
- Izabella Poniatowska
- König Stanislaus II. August Poniatowski
- Teodor Feliks Poniatowski
- Andrzej Poniatowski
- Primas Michał Jerzy Poniatowski